# Daniela Gioria
Daniela Gioria (4 de julho de 1979) é uma jogadora de vôlei de praia italiana.

## Carreira
Em 2013 ao lado de Laura Giombini representou seu país na conquista da medalha de bronze nos Jogos do Mediterrâneo de 2013 em Mersin.